# Белорусский военный округ
Краснознамённый Белору́сский вое́нный о́круг (БВО) — военный округ Вооружённых Сил СССР. Части и личный состав округа составили основу Вооружённых сил независимой Республики Беларусь.

## История наименований округа
- Минский военный округ — с 28 ноября 1918 года;
- Западный военный округ — с 14 декабря 1918 года;
- Белорусский военный округ — со 2 октября 1926 года;
- Белорусский особый военный округ — с 26 июля 1938 года;
- Белорусский фронт — 1 сентября 1939 года;
- Белорусский особый военный округ — с 14 ноября 1939 года;
- Западный Особый военный округ — с 11 июля 1940 года по 20 сентября 1941 года;
- Белорусский военный округ — с 15 октября 1943 года;
- Белорусско-Литовский военный округ — с 1 января 1945 года;
- Минский военный округ и Барановичский военный округ — с 9 июля 1945 года;
- Белорусский военный округ — с 4 февраля 1946 года.

## История
БВО ведёт свою историю от Минского военного округа. Минский военный округ образован приказом РВСР № 297 от 28 ноября 1918 года на территории Смоленской, Витебской, Могилевской, Минской и Виленской губерний.
Управление округа находилось в городе Минске.
Приказом РВСР № 377 от 14 декабря 1918 года переименован в Западный военный округ (ЗапВО).
С 26 июня 1919 года (приказ РВСР № 1044/196) по 6 августа 1919 года (приказ РВСР № 1239/235) округ находился в оперативном подчинении командующего Западным фронтом.
Приказом РВС СССР № 603 от 2 октября 1926 года округ переименован в Белорусский военный округ, так как большинство районов дислокации кадровых частей и районов комплектования территориальных частей Западного военного округа находилось в Беларуси.
В 1928 году состоялись первые манёвры войск округа, в которых принимали участие 6-я и 7-я кавалерийские дивизии, 5-я, 8-я и 27-я стрелковые дивизии, 33-я территориальная дивизия, танковая бригада Московского военного округа, артиллерия, авиация, части связи, инженерные подразделения. Манёвры, на которых присутствовал народный комиссар СССР по военным и морским делам К. Е. Ворошилов, показали рост боевого мастерства военнослужащих.
В 1931 году штаб-квартира Смоленск.
В 1932 году на территории округа дислоцируется 4-я Ленинградская кавалерийская Краснознамённая имени К. Е. Ворошилова дивизия, которой в начале 30-х годов командовал Г. К. Жуков.
В связи с развитием бронетанковой техники в 1932—1933 годах формируется семь отдельных танковых бригад, на вооружении которых состояли танки советского производства: лёгкие Т-26, БТ-2, БТ-5, БТ-7, средний Т-28, плавающие Т-37 и Т-38, тяжёлый Т-35, танкетка Т-27, а также ХТ-26 и ХТ-130.
В 1937 году в округе дислоцировались 15 стрелковых дивизий, объединённых в пять стрелковых корпусов и пять кавалерийских дивизий.
22 мая 1938 года вышел приказ НКО СССР за № 0024 о перегруппировке танков в танковых войсках ряда округов. В целях ликвидации разнотипности танков в танковых войсках в БВО приказывалось укомплектовать танками БТ-7 10-ю и 21-ю танковые бригады, танковые полки 7-й, 24-й и 27-й кавалерийских дивизий. Танками БТ-2 и БТ-5 укомплектовывались 5-я танковая бригада, танковые полки 4-й, 6-й и 11-й кавалерийских дивизий. Однобашенными танками Т-26 вооружались все танковые бригады с Т-26 и все радио-танки танковых рот стрелковых дивизий. Все танковые роты в стрелковых дивизиях вооружались двухбашенными танками Т-26.
26 июля 1938 года вышел приказ НКО СССР за № 0151 «О переименовании и реорганизации Белорусского военного округа». Округ стал называться Белорусский особый военный округ (БОВО).
В соответствии с этим приказом в составе Белорусского особого военного округа были сформированы две армейские группы.
- Витебская, на базе управления 4-го стрелкового корпуса — г. Витебск

В составе все части, учреждения и заведения, расположенные на территории Витебской и Минской областей, кроме гарнизонов Пуховичи и Слуцк;
г. Полоцк — управление 4 стрелкового корпуса по штату № 4/800 с дополнительным штатом № 4/870
- Бобруйская, на базе управления 5-го стрелкового корпуса — г. Бобруйск

В составе все части, учреждения и заведения, расположенные на территории Могилевской, Гомельской и Полесской областей, и гарнизоны Пуховичи и Слуцк Минской области.
г. Слуцк — управление 5 стрелкового корпуса по штату № 4/800 с дополнительным штатом № 4/870

### Состав, организация, дислокация ВВС БОВО
- на 20 октября 1939 года
  - численность — 24079 человек[2]
  - окружное управление ВВС — штат 2/904[2]

### Перед Великой Отечественной войной
В 1939—1940 войска БОВО участвовали в финской кампании (см. Советско-финская война). За штурм линии Маннергейма 100-я стрелковая дивизия была награждена орденом Ленина, также 11 бойцов получили звание Героя Советского Союза.
1 сентября 1939 года немецкие войска напали на Польшу. Согласно пакту Молотова — Риббентропа о разделе сфер влияния, СССР получил возможность занять восточные районы Польши (см. Польский поход РККА). 11 сентября в Белорусский и Киевский особые военные округа поступил приказ о развертывании полевых управлений округов. Была объявлена мобилизация резервистов. Однако в открытой печати запрещалась публикация материалов о военных приготовлениях. На территории Белорусского округа был развёрнут Белорусский фронт под командованием командарма 2-го ранга М. П. Ковалёва. В состав фронта входили 3-я армия комкора В. И. Кузнецова, 4-я армия комдива В. И. Чуйкова, 10-я армия комкора И. Г. Захаркина, 11-я армия комдива Н. В. Медведева, фронтовая конно-механизированная подвижная группа комкора И. В. Болдина, 23-й отдельный стрелковый корпус. 17 сентября 1939 года в 5 часов 40 минут войска Белорусского фронта перешли советско-польскую границу и в течение шести дней, преодолевая очаги сопротивления польской армии, заняли территории, оговорённые по советско-германскому договору.
После выполнения поставленных задач 14 ноября 1939 года Белорусский фронт был снова преобразован в Белорусский особый военный округ. Территория округа включала всю БССР с вошедшими в её состав западными областями.
В занятых районах начали возводиться укреплённые районы, активно проходила подготовка к боевым действиям пехоты, танкистов и кавалерии. Поступали новые образцы оружия: автоматы Шпагина и Дегтярёва, противотанковые ружья Симонова, самозарядная винтовка Токарева. В части поступили новая бронетехника: тяжёлый танк KB и средний Т-34, которая спешно осваивалась. Авиационные части стали получать новые штурмовики Ил-2 и бомбардировщики Су-2, Пе-2, истребители МиГ-3, Як-1, разведчики Як-2, Як-4.
11 июля 1940 года приказом НКО СССР за № 0141 Белорусский особый военный округ переименовывается в Западный особый военный округ (ЗапОВО) с включением в его состав Смоленской области (из расформированного Калининского военного округа).

### Начальный период войны
21 июня 1941 года на базе Западного особого военного округа создаётся Западный фронт, в состав которого первоначально вошли 3-я, 4-я, 10-я и 13-я армии. Одновременно c созданием Западного фронта было сформировано управление Западного военного округа, подчинявшееся с 25 июля 1941 года командованию войсками Западного фронта. В задачи управления входило обеспечение мобилизации, формирования и укомплектования войск на территории бывшего ЗОВО. 20 сентября 1941 года в связи с оставлением советскими войсками территории округа оно было расформировано.

### На заключительном этапе войны
В соответствии с приказом ГКО от 15 октября 1943 года был вновь образован Белорусский военный округ. Управление округа было сформировано на базе управления Московской зоны обороны и первоначально дислоцировалось в Москве, с ноября 1943 — в Смоленске, с августа 1944 — в Минске. Территория округа включала Смоленскую область и, по мере продвижения советских войск на запад, территорию освобождаемых областей Белорусской ССР.
В июле 1944 года в состав округа была временно включена территория Литовской ССР. Приказом Наркома обороны СССР от 18 декабря 1944 года Белорусский военный округ с 1 января 1945 года переименовывается в Белорусско-Литовский военный округ, при этом территория Смоленской области передаётся в состав Московского военного округа.

### Послевоенный период
9 июля 1945 года Белорусско-Литовский военный округ разделяется на Минский военный округ (территория Минской, Витебской, Полоцкой, Молодечненской и Могилевской областей, управление — в Минске) и Барановичский военный округ (территория Барановичской, Брестской, Гродненской, Пинской, Бобруйской, Полесской и Гомельской областей, управление — в Бобруйске). Управление Минского ВО формируется на основе управления бывшего Белорусско-Литовского ВО, а управление Барановичского ВО — из полевого управления 3-го Белорусского фронта.
4 февраля 1946 года Барановичский и Минский военные округа объединяются в один округ — Белорусский (Постановление Совета Народных Комиссаров СССР от 29 января № 240—170 сс. Директива Генерального штаба Красной армии № ОРГ/6/6080. Приказ войскам Белорусского военного округа «Об образовании Белорусского военного округа» от 1 марта 1946 года № 01), который включает в себя всю территорию республики. Вначале штаб округа располагался в Бобруйске, а с января 1947 года — в Минске. Командующим БВО назначается командующий войсками Барановичского военного округа Маршал Советского Союза С. К. Тимошенко, членом Военного совета — генерал-лейтенант Р. П. Бабийчук, начальником штаба — генерал-полковник С. П. Иванов.
1 мая 1946 года в Минске прошёл первый послевоенный парад, которым командовал генерал-лейтенант П. П. Собенников. Принимал парад командующий войсками Белорусского военного округа генерал-полковник С. Г. Трофименко.
К 1948 году была завершена последовательная реорганизация войск.
В 1950-е и последующие годы Белорусский военный округ (один из крупнейших военных округов Вооружённых Сил СССР) превращается в своего рода опытный полигон для освоения новых образцов вооружения и боевой техники. Это объясняется, тем, что БВО прикрывает важнейшее (западное) стратегическое направление страны и является «буферной» зоной в случае нападения.
Основные направления совершенствования артиллерии — увеличение дальности и точности стрельбы. В войска округа поступают новые дальнобойные артиллерийские системы — 130-мм пушки М-46 и 152-мм пушки М-47, 122-мм пушки Д-74 и 152-мм пушки Д-20, тяжёлый 240-мм миномёт М-240 — мощное средство разрушения оборонительных сооружений, 122-мм гаубица Д-30 и 85-мм противотанковая пушка Д-48, оснащённая ночным прицелом и имеющая штатные кумулятивные снаряды большой бронепробиваемости, 85-мм самодвижущаяся противотанковая пушка СД-44, 100-мм противотанковая пушка БС-3, боевые машины реактивной артиллерии БМ-14, БМД-20 и БМ-24, реактивные боеприпасы второго поколения — турбореактивные осколочно-фугасные и фугасные снаряды. Появились новейшие артиллерийские комплексы: 122-мм самоходная гаубица 2С1 «Гвоздика» и 152-мм самоходная гаубица 2СЗ «Акация», реактивные системы залпового огня «Град», «Ураган» и «Смерч». На вооружение артиллерийских подразделений, частей и соединений поступают новые средства разведки и наблюдения, такие как радиолокационные станции СНАР-1 («станция наземной артиллерийской разведки») и АРСОМ-1 («артиллерийская радиолокационная станция обнаружения миномётов»), разведывательные переносные станции РПС, звукометрические станции СЧЗ-6, наблюдательные артиллерийские подвижные пункты АПН-1, реактивные самолёты-разведчики Ил-28Р, артиллерийские тягачи новых образцов, специальные гусеничные артиллерийские тягачи, а также другая специальная военная техника.
С 1946 по 1960 годы в войска округа поступили средние танки Т-54 и Т-55, тяжелые — ИС-4, Т-10, ИС-2М, ИС-ЗМ, легкий плавающий танк ПТ-76, приняты на вооружение самоходные артиллерийские установки (САУ): тяжелая, средняя зенитная, легкие авиадесантные, а также различная бронетехника специального назначения. С 1961 года на вооружение поступает новая бронетехника: танки Т-62, Т-64 и Т-72, боевая машина пехоты БМП-1 и боевая машина десанта БМД-1, новые БТРы.
Указом Президиума Верховного Совета СССР от 22 февраля 1968 года Белорусский военный округ награждён Орденом Красного Знамени.
В 70-х годах в Беларуси впервые проходит испытание и ставится на боевое дежурство ЗРК С-300, лётчики ПВО получают самолёты Су-15, МиГ-25, зенитные части — ЗСУ «Шилка», ЗРЛК «Тунгуска».
Белорусский военный округ упразднён 6 мая 1992 года в связи с образованием независимой Республики Беларусь. Части и личный состав округа составили основу Вооружённых сил Республики Беларусь.

## Состав
В 80-е численность БВО составляла около 280 тыс. военнослужащих и вспомогательного персонала с возможностью развертывания войск численностью от 500 тыс. до 1 млн человек.
По состоянию на конец 1980-х гг., войска Краснознамённого Белорусского военного округа включали в себя:

### Сухопутные войска
- Управление, штаб округа, 361-й отдельный батальон охраны и обеспечения (г. Минск)
- 51-я гвардейская артиллерийская Оршанская Краснознамённая, ордена Александра Невского дивизия (Осиповичи)
- 120-я гвардейская мотострелковая Рогачёвская Краснознамённая, орденов Суворова и Кутузова дивизия (Уручье)
- 70-я артиллерийская дивизия кадра (г. Старые Дороги)
- 80-я артиллерийская дивизия кадра (г. Крупки)
- 231-я дивизия охраны тыла (г. Минск)
- 258-я запасная мотострелковая дивизия кадра (г. Гродно)
- 86-я отдельная бригада связи (г. Минск)
- 5-я отдельная бригада специального назначения (г. Марьина Горка)
- 38-я отдельная гвардейская десантно-штурмовая бригада (г. Брест)
- 22-я ракетная бригада (г. Осиповичи)
- 4-я ракетная бригада кадра (Заслоново)
- 13-я артиллерийская бригада большой мощности (д. Лапичи)
- 251-я противотанковая артиллерийская бригада (д. Лапичи)
- 147-я зенитная ракетная бригада (г. Бобруйск)
- 4-я отдельная бригада связи ВГК (г. Гомель)
- 85-я отдельная бригада связи (г. Барановичи)
- 153-я радиотехническая бригада ОсНаз (г. Воложин)
- 119-я инженерная бригада (г. Минск)
- 36-я дорожно-мостостроительная бригада (г. Пинск)
- 8-я Варшавская ордена Красной Звезды бригада химической защиты (г. Старые Дороги)
- 20-я автомобильная бригада (г. Старые Дороги)
- 106-я бригада материального обеспечения (г. Щучин)
- 107-я бригада материального обеспечения (г. Старые Дороги)
- 10-й инженерно-сапёрный полк (г. Могилев)
- 11-й понтонно-мостовой полк (Гродно)
- 184-й отдельный полк связи тыла (г. Минск)
- 246-й отдельный полк радиоэлектронной борьбы (г. Минск)
- 228-й отдельный полк радиоэлектронной борьбы (г. Полоцк)
- 65-й отдельный транспортно-боевой вертолётный полк (г. Кобрин)
- 23-й полк засечки и разведки (г. Старые Дороги)
- 141-й отдельный инженерно-сапёрный батальон (Могилев)
- 834-й отдельный ракетный дивизион (д. Лапичи)
- 248-я отдельная вертолётная эскадрилья (г. Минск)
- 106-я отдельная эскадрилья беспилотных средств разведки (ст. Берёза-Картузская)
- 8-й отдельный танкоремонтный батальон ВДВ (г. Полоцк)
- отдельный огнемётный батальон (г. Старые Дороги)
- 72-й гвардейский окружной учебный Ровенский ордена Ленина, Краснознамённый, ордена Суворова центр (п. Печи)
- 32-й узел связи (г. Минск)
- 1034-й командный разведывательный центр (г. Минск)

#### 5-я гвардейская танковая армия
- Управление командующего, штаб и 44-я отдельная рота охраны и обеспечения (г. Бобруйск)
- Соединения и части армейского подчинения
- 8-я гвардейская танковая Краснознамённая дивизия (г. Марьина Горка)
- 29-я танковая Знаменская ордена Ленина, Краснознамённая, ордена Суворова дивизия (г. Слуцк)
- 193-я танковая Днепровская ордена Ленина, Краснознамённая, орденов Суворова и Кутузова дивизия (г. Бобруйск).
- 84-я мотострелковая дивизия кадра (Марьина Горка)

#### 7-я танковая Краснознамённая армия
- Управление командующего, штаб и 258-й отдельный батальон охраны и обеспечения (г. Борисов);
- Соединения и части армейского подчинения;
- 3-я гвардейская танковая Котельниковская Краснознамённая, ордена Суворова дивизия (д. Заслоново)
- 34-я танковая Днепровская ордена Суворова дивизия (г. Борисов)
- 37-я гвардейская танковая Речицкая дважды Краснознамённая орденов Суворова, Кутузова и Богдана Хмельницкого дивизия (г. Полоцк)
- 267-я мотострелковая дивизия кадра (г. Борисов)

#### 28-я общевойсковая Краснознамённая армия
- Управление командующего, штаб и 645-й отдельный батальон охраны и обеспечения Гродно;
- Соединения и части армейского подчинения;
- 6-я гвардейская танковая ордена Ленина, Краснознамённая, орденов Суворова и Богдана Хмельницкого дивизия (г. Гродно)
- 28-я танковая Александрийская Краснознамённая, ордена Кутузова дивизия (Слоним)
- 76-я танковая дивизия (формирования 1969 года) (Брест)
- 50-я гвардейская мотострелковая Сталинская дважды Краснознамённая, орденов Суворова и Кутузова дивизия (г. Брест)

### Военно-воздушные силы
Состав авиации на 22 июня 1941 года
| Объединения                              | Соединения и части ВВС |
| ---------------------------------------- | --- |
| Соединения и части фронтового подчинения | 43-я истребительная авиационная дивизия 12-я бомбардировочная авиационная дивизия 13-я бомбардировочная авиационная дивизия 9-я смешанная авиационная дивизия 10-я смешанная авиационная дивизия 11-я смешанная авиационная дивизия 184-й истребительный авиационный полк ПВО 313-й разведывательный авиационный полк 314-й разведывательный авиационный полк 59-я истребительная авиационная дивизия (в стадии формирования) 60-я истребительная авиационная дивизия (в стадии формирования) |

Состав авиации в 1990 году:
- 38-я подвижная авиационная ремонтная железнодорожная ордена Красной Звезды мастерская, (май 1953 — 15.06.1963, с 15.06.1963 по 10.03.1966 — 558-й ордена Красной Звезды завод по ремонту ракетной техники; с 10.03.1966 по 1991 — 558-й авиационный ремонтный ордена Красной Звезды завод), дислокация в г. Барановичи.
- часть 46-й воздушной армии ВГК ОН
  - 290-й отдельный дальний разведывательный авиационный полк, Зябровка, Ту-22
- части 15-й тяжёлой бомбардировочной авиационной дивизии
  - 121-й гвардейский тяжёлый бомбардировочный авиационный Севастопольский Краснознамённый полк, Мачулищи, Ту-22М3
  - 203-й отдельный гвардейский авиационный Орловский полк (самолётов-заправщиков), Барановичи, Ту-22М3
- части 22-й гвардейской тяжёлой бомбардировочной авиационной Донбасской Краснознамённой дивизии
  - 200-й гвардейский тяжёлый бомбардировочный авиационный Брестский Краснознамённый полк, Бобруйск, 20 Ту-22М3, 8 Ту-16К
  - 402-й гвардейский тяжёлый бомбардировочный авиационный полк, Болбасово, 17 Ту-22МЗ, 7 Ту-16К
- часть 2-й бомбардировочной авиационной дивизии
  - 953-й бомбардировочный авиационный полк, Бобровичи
  - часть 3-й гвардейской военно-транспортной авиационной Смоленской орденов Суворова и Кутузова дивизии
  - 339-й отдельный военно-транспортный авиационный полк, Витебск

#### 26-я воздушная армия
- 1-я гвардейская бомбардировочная авиационная Сталинградская ордена Ленина дважды Краснознамённая орденов Суворова и Кутузова дивизия, Лида
  - 116-й гвардейский бомбардировочный авиационный Радомский Краснознамённый полк Россь, 30 Су-24
  - 305-й бомбардировочный авиационный полк, Поставы, 30 Су-24
  - 497-й бомбардировочный авиационный полк, Лида, 29 Су-24
- 10-й отдельный разведывательный авиационный полк, Щучин, 32 МиГ-25, 6 Су-24, 14 МиГ-21
- 50-й отдельный смешанный авиационный полк, Минск, 21 Ми-8, 2 Ми-6, 2 Ми-24Р
- 151-й отдельный авиационный полк радиоэлектронной борьбы, Щучин, 27 МиГ-25, 20 Як-28
- 206-й отдельный штурмовой авиационный полк, Пружаны, 29 Су-25, 7 L-39
- 378-й отдельный штурмовой авиационный полк, Поставы, 32 Су-25
- 397-й отдельный штурмовой авиационный полк, Кобрин, 32 Су-25
- 927-й отдельный истребительный авиационный полк, Берёза, 51 МиГ-29, 4 МиГ-21
- 65-й отдельный вертолётный полк, Кобрин, Ми-8, Ми-26
- 56-й отдельный полк связи и автоматизированных систем управления, Степянка[8]

В 1979—1989 годах (и далее до 1991 года) практически их всех авиационных частей Белорусского военного округа направлялись подразделения и экипажи в Афганистан для выполнения боевых задач в ходе Афганской войны.

## Войска центрального подчинения находившиеся на территории округа
Данные войска находились на территории округа и подчинялись главным командованиям родов войск

### Воздушно-десантные войска
- 103-я гвардейская воздушно-десантная Ордена Ленина, Краснознамённая, ордена Кутузова дивизия имени 60-летия СССР — город Витебск
  - 317-й гвардейский парашютно-десантный ордена Александра Невского полк — город Витебск
  - 350-й гвардейский парашютно-десантный Краснознамённый, ордена Суворова полк — п. Боровуха-1
  - 357-й гвардейский парашютно-десантный ордена Суворова полк — п. Боровуха-1
  - 1179-й гвардейский артиллерийский Краснознамённый полк
  - 742-й отдельный гвардейский батальон связи
  - 105-й отдельный зенитно-ракетный дивизион
  - 62-й отдельный танковый батальон
  - 20-й отдельный ремонтный батальон
  - 130-й отдельный гвардейский инженерно-сапёрный батальон
  - 1388-й отдельный батальон материального обеспечения
  - 115-й отдельный медико-санитарный батальон
  - 130-й отдельный гвардейский инженерно-сапёрный батальон

### Войска ПВО
Противовоздушная оборона территории БВО осуществлялась силами и средствами 11-го корпуса ПВО.
Штаб корпуса находился в Барановичах. Организационно корпус с апреля 1980 по апрель 1986 года входил в состав БВО. С 1960-го по 1979 и с 1986-го по 1991 годы корпус входил в состав 2 ОА ПВО.
Состав корпуса по состоянию на 1988 год:
Зенитно-ракетные войска
- 15-я зенитно-ракетная бригада, Фаниполь
- 105-я зенитно-ракетная бригада (c декабря 1989 года — 360 зенитно-ракетный полк кадрированного состава), Берёза
- 115-я зенитно-ракетная бригада, Брест
- 127-я зенитно-ракетная бригада, Лида
- 377-й гвардейский зенитно-ракетный полк, Полоцк
- 1146-й гвардейский зенитно-ракетный полк, Орша

Авиация ПВО
- 61-й истребительный авиационный полк ПВО, Барановичи
- 201-й истребительный авиационный полк ПВО, Мачулищи

Радиотехнические войска
- 8-я радиотехническая бригада, Барановичи
- 49-й радиотехнический полк, Уручье
- 10-й отдельный батальон радиоэлектронной борьбы
- 67-я радиотехническая бригада, Минск

### Войска гражданской обороны
- 451-й отдельный механизированный полк, Минск

### Ракетные войска стратегического назначения
- 50-я ракетная Краснознамённая армия
  - 31-я гвардейская ракетная Брянско-Берлинская Краснознамённая, ордена Суворова дивизия, Пружаны
  - 32-я ракетная Херсонская Краснознамённая дивизия имени Маршала Советского Союза Д. Ф. Устинова, Поставы
  - 33-я гвардейская ракетная Свирская Краснознамённая, орденов Суворова, Кутузова и Александра Невского дивизия, Мозырь
  - 49-я гвардейская ракетная Станиславско-Будапештская Краснознамённая дивизия, Лида

Все перечисленные ракетные дивизии сначала были оснащены ракетными комплексами Р-12 и Р-14 мобильного и шахтного базирования, а в последние годы своего существования — мобильными пусковыми установками 15П645К (РСД-10 «Пионер») и ракетный комплекс 15П653 (РСД-10 «Пионер-УТТХ»).

## После распада СССР
С распадом СССР и образованием независимой Республики Беларусь, войска Краснознамённого Белорусского военного округа стали основой национальных вооружённых сил, подвергнувшись сокращению и реорганизации. В 1993 году 28-я общевойсковая Краснознамённая армия была преобразована в 28-й армейский корпус, в 2001 году — в Западное оперативное командование. 7-я танковая армия в 1993 переименована в 7-й армейский корпус в составе Вооружённых Сил Республики Беларусь, а в 1994 году — в 65-й армейский корпус. В декабре 2001 года в результате реформирования Вооружённых Сил Беларуси корпус был преобразован в Северо-западное оперативное командование Сухопутных войск, в которое вошла также 120-я гвардейская мотострелковая дивизия, преобразованная в 120-ю отдельную механизированную Рогачевскую бригаду.

## Командование округа

### Командующие войсками округа
- 11.1918 — 08.1919 — И. Я. Алибегов
- 08.1919 — 11.1919 — В. В. Каменщиков
- 11.1919 — 11.1920 — М. С. Богданов
- 04.1924 — А. И. Кук, временно исполняющий должность (врид)[13]
- 04.1924 — 02.1925 — А. И. Корк
- 7.02.1925 — 13.11.1925 — М. Н. Тухачевский
- 11.1925 — 05.1927 — А. И. Корк
- 05.05.1927 — 17.04.1931 — А. И. Егоров
- 5.02.1931 — временно, Ж. Ф. Зомберг[1]
- 04.1931 — 05.1937 — И. П. Уборевич, командарм 1 ранга
- 05.06.1937 — 07.01.1938[источник не указан 1558 дней] (по другим данным, по декабрь 1937) — И. П. Белов, командарм 1 ранга (с 1935)
- 03.04.1938 — 11.04.1940 — М. П. Ковалёв, командарм 2 ранга
- 07.1940 — 06.1941 —  Д. Г. Павлов, генерал-полковник танковых войск, с февраля 1941 генерал армии
- 06.1941 — 08.1941 — В. Н. Курдюмов, генерал-лейтенант
- 08.1941 — 09.1941 — Н. П. Анисимов, (врид, одновременно начштаба), полковник
- 15.10.1943 — 02.1945 — В. Ф. Яковлев, генерал-лейтенант
- 02.1945 — 07.1945 — Т. И. Шевалдин, генерал-лейтенант
- 07.1945 — 02.1946 — В. Н. Разуваев, генерал-лейтенант — командующий войсками Минского ВО
- 07.1945 — 09.1945 — А. П. Покровский, генерал-полковник — врид командующего войсками Барановичского ВО
- 09.1945 — 02.1946 —  С. К. Тимошенко, Маршал Советского Союза — командующий войсками Барановичского ВО
- 01.1946 — 03.1946 —  С. К. Тимошенко, Маршал Советского Союза
- 06.1946 — 03.1949 —  С. Г. Трофименко, генерал-полковник
- 03.1949 — 04.1960 —  С. К. Тимошенко, Маршал Советского Союза
- 04.1960 — 07.1961 —  В. Н. Комаров, генерал-полковник
- 07.1961 — 07.1964 — В. А. Пеньковский, генерал армии
- 07.1964 — 09.1967 — С. С. Маряхин, генерал-полковник
- 09.1967 — 06.1976 —  И. М. Третьяк, генерал-полковник
- 06.1976 — 11.1980 —  М. М. Зайцев, генерал-полковник, генерал армии
- 12.1980 — 02.1985 —  Е. Ф. Ивановский, генерал армии
- 02.1985 — 01.1989 — В. М. Шуралёв, генерал-полковник
- 01.1989 — 05.1992 — А. И. Костенко, генерал-полковник

### Начальники штаба округа
- ноябрь 1918 — июнь 1919 — Е. З. Барсуков (военрук)
- июнь — октябрь 1919 — А. Н. Де Лазари (военрук)
- октябрь 1919 — ноябрь 1920 — А. Н. Ситников (военрук)
- апрель 1924 — декабрь 1925 — А. И. Кук
- февраль 1926 — октябрь 1928 — Е. Н. Сергеев
- октябрь 1928 — апрель 1932 — А. М. Перемытов
- апрель 1932 — декабрь 1934 —  К. А. Мерецков
- январь 1935 — 29 июня 1937 — комдив Б. И. Бобров
- июнь 1937 — декабрь 1937 — комдив А. М. Перемытов
- апрель 1938 — июль 1940 — комдив М. А. Пуркаев
- июль 1940 — июнь 1941 — генерал-майор В. Е. Климовских
- июнь 1941 — сентябрь 1941 — полковник Н. П. Анисимов
- октябрь 1943 — май 1945 — генерал-майор А. И. Субботин
- июль 1945 — февраль 1946 — генерал-майор А. К. Кондратьев нач. штаба Минского ВО
- июль 1945 — сентябрь 1945 — генерал-майор А. И. Бармин врид нач. штаба Барановичского ВО
- сентябрь 1945 — февраль 1946 — генерал-полковник А. П. Покровский нач. штаба Барановичского ВО
- март 1946 — ноябрь 1948 —  генерал-полковник С. П. Иванов
- ноябрь 1948 — март 1950 — генерал-лейтенант П. Ф. Малышев
- март 1950 — декабрь 1951 —  генерал-полковник Н. Д. Захватаев
- апрель 1952 — июль 1952 — генерал-лейтенант А. А. Грызлов
- июль 1952 — октябрь 1954 — генерал-лейтенант А. Д. Пулко-Дмитриев
- октябрь 1954 — март 1961 — генерал-лейтенант Г. И. Арико
- март 1961 — декабрь 1961 —  генерал-майор, с мая 1961 генерал-лейтенант А. И. Шевченко
- декабрь 1961 — декабрь 1965 —  генерал-лейтенант Н. В. Огарков
- декабрь 1965 — март 1974 — генерал-полковник Г. И. Арико
- март 1974 — ноябрь 1977 — генерал-лейтенант В. Н. Кончиц
- декабрь 1977 — июль 1979 — генерал-лейтенант М. Н. Терещенко
- июль 1979 — декабрь 1983 — генерал-лейтенант, с декабря 1982 генерал-полковник И. А. Гашков
- декабрь 1983 — август 1988 — генерал-лейтенант В. С. Соколов
- август 1988 — июль 1991 — генерал-лейтенант А. П. Чумаков
- июль 1991 — май 1992 — генерал-лейтенант П. П. Козловский

### Члены Военного совета-начальники политуправления округа
- апрель 1924 — февраль 1925 — В. Г. Володин
- февраль 1925 — июнь 1926 — С. Н. Кожевников
- июнь 1926 — февраль 1927 — М. А. Алексенский
- май 1927 — июль 1928 — М. М. Ланда
- июль 1928 — декабрь 1929 — С. Н. Кожевников
- декабрь 1929 — август 1933 — Л. Н. Аронштам
- сентябрь 1933 — апрель 1937 — армейский комиссар 2-го ранга (с 1935) А. С. Булин
- май 1937 — январь 1938 — армейский комиссар 2-го ранга А. И. Мезис
- январь — сентябрь 1938 — корпусной комиссар Ф. И. Голиков
- сентябрь 1938 — март 1939 — дивизионный комиссар, с 1939 корпусной комиссар И. В. Рогов
- март 1939 — февраль 1940 — дивизионный комиссар, с мая 1939 корпусной комиссар И. З. Сусайков
- июнь 1940 — июнь 1941 — корпусной комиссар А. Я. Фоминых
- июнь — июль 1941 — бригадный комиссар А. Г. Румянцев
- июль — сентябрь 1941 — дивизионный комиссар А. М. Пронин
- октябрь 1943 — июль 1945 — генерал-майор артиллерии И. И. Новиков
- июль 1945 — февраль 1946 — генерал-майор А. П. Пигурнов член Военного совета Минского ВО
- февраль — апрель 1946 — генерал-лейтенант В. Е. Макаров
- апрель 1946 — апрель 1948 — генерал-лейтенант Р. П. Бабийчук
- апрель 1948 — ноябрь 1949 — генерал-майор А. И. Зудов
- апрель 1950 — июнь 1955 — генерал-лейтенант Д. Г. Дубровский
- июнь 1955 — апрель 1957 — генерал-лейтенант Н. М. Александров
- апрель 1957 — апрель 1961 — генерал-лейтенант, с мая 1960 генерал-полковник Н. А. Начинкин
- апрель 1961 — ноябрь 1970 — генерал-майор, с февраля 1963 генерал-лейтенант, с февраля 1969 генерал-полковник В. А. Греков
- ноябрь 1970 — декабрь 1984 — генерал-лейтенант, с февраля 1978 генерал-полковник А. В. Дебалюк
- декабрь 1984 — август 1987 — генерал-лейтенант А. Н. Калиниченко
- август 1987 — декабрь 1989 — генерал-лейтенант Н. М. Бойко
- декабрь 1989 — август 1991 — генерал-лейтенант А. Н. Новиков

### Первые заместители командующего войсками округа
- 28.01.1941 — 23.06.1941 — Болдин, Иван Васильевич, генерал-лейтенант
- 07.1945 — ??.1949 —  Ф. Д. Гореленко, генерал-лейтенант
- ??.1949 — 11.1945 —  Ф. Ф. Жмаченко, генерал-полковник
- 11.1953 — 04.1955 —  Н. Д. Захватаев, генерал-полковник
- 08.1955 — 06.1957 —  А. М. Кущев, генерал-полковник
- 10.1957 — 04.1958 —  А. А. Лучинский, генерал армии
- 04.1958 — 10.1959 — П. И. Калиниченко, генерал-лейтенант танковых войск
- 05.1960 — 08.1963 —  А. С. Бурдейный, генерал-лейтенант, с мая 1961 генерал-полковник
- 12.1963 — 03.1965 — В. Д. Ухов, генерал-лейтенант танковых войск
- 07.1965 — 01.1966 — А. И. Клюканов, генерал-лейтенант
- 03.1966 — 05.1969 — Х. М. Амбарян, генерал-лейтенант, с февраля 1969 генерал-полковник
- 06.1969 — 07.1972 — В. А. Макаров, генерал-лейтенант танковых войск
- 08.1972 — 06.1976 — М. М. Зайцев, генерал-лейтенант танковых войск
- 06.1976 — 1983 — А. И. Семиренко, генерал-лейтенант танковых войск, с октября 1981 генерал-полковник
- 12.1987 — 01.1989 — А. И. Костенко, генерал-лейтенант
- 03.1989 — 05.1992 — М. Г. Кендюхов, генерал-лейтенант

### Командующие артиллерией округа
- 1939—1941 — В. Н. Матвеев

### Командующие БТ и МВ, начальники АБТУ
- декабрь 1937 — июль 1938 Николаев, Алексей Павлович полковник[14].
- 07.1945 — 03 1946 Опарин, Виктор Андреевич, генерал-майор т/в[15].

### Командующие ВВС округа
- 1940—1941 —  И. И. Копец

### Начальники связи округа
- август 1945 — август 1946 Буров, Иван Иванович